# Yo explico pero ellos… ¿aprenden?
Yo explico pero ellos… ¿aprenden? Es el título del libro escrito por el pedagogo francés Michael Saint-Onge.
Tiene el propósito de apoyar al personal docente y directivo de los tres niveles de educación básica en el desempeño de su profesión.

## Argumento
A lo largo del libro,  el autor presenta ocho principios que influyen en muchos profesores y defendiende la exposición como única estrategia de mediación en su método de enseñanza y para convencerse de que sus disertaciones magistrales son eficaces por sí mismas.
El libro considera que el sentido de la enseñanza depende del sentido que se dé al aprendizaje; por lo tanto en Yo explico pero ellos… ¿aprenden? Se dan a conocer estrategias, metodologías y procedimientos enfocados al aprendizaje con el fin de que se eleve la calidad educativa pensando en un aprendizaje significativo; donde el alumno pueda aplicar lo que aprende en su vida cotidiana mediante el proceso enseñanza-aprendizaje; comprendiendo algunos conceptos como conocimientos, enseñanza, calidad educativa; entre otros.
De acuerdo con el libro, el docente debe ser consciente de que con el simple hecho de exponer sus conocimientos no quiere decir que sus alumnos realmente aprendan sino que debe dar seguimiento y comprobar que lo que ha transmitido ha sido adquirido por sus alumnos, no mediante un examen escrito, sino a través de la práctica en la vida cotidiana con el fin de que en un futuro su alumno pueda incursionar en un mundo laboral a través de una educación integral, esto sucede cuando los profesores no se preguntan si la metodología de la clase es la adecuada.

## Edición
El libro Yo explico pero ellos… ¿aprenden?, fue publicado por la Editorial Mensajero, una entidad fundada en 1915 por la Compañía de Jesús.